# Staněkite
La staněkite è un minerale.

## Etimologia
Il nome è in onore del docente di mineralogia ceco Josef Staněk (1928-1995).